# Football Club of Pune City 2015
Questa voce raccoglie le informazioni riguardanti l'Pune City nelle competizioni ufficiali della stagione 2015.

## Maglie e sponsor
Il fornitore tecnico per questa stagione è Adidas, mentre lo sponsor ufficiale è Fair And Handsome.
| Casa | Trasferta |

## Rosa
| N. |                           | Ruolo | Calciatore        |
| -- | ------------------------- | ----- | ----------------- |
| 2  | India (bandiera)          | D     | Govin Singh       |
| 3  | Argentina (bandiera)      | D     | Diego Colotto     |
| 4  | Costa d'Avorio (bandiera) | C     | Didier Zokora     |
| 5  | Inghilterra (bandiera)    | D     | Roger Johnson     |
| 6  | India (bandiera)          | C     | Manish Maithani   |
| 7  | Costa Rica (bandiera)     | A     | Yendrick Ruiz     |
| 8  | Inghilterra (bandiera)    | C     | James Bailey      |
| 9  | Nigeria (bandiera)        | A     | Kalu Uche         |
| 10 | Romania (bandiera)        | A     | Adrian Mutu       |
| 11 | India (bandiera)          | C     | Jackichand Singh  |
| 12 | India (bandiera)          | D     | Pritam Kotal      |
| 13 | India (bandiera)          | D     | Dharmaraj Ravanan |
| 14 | India (bandiera)          | C     | Israil Gurung     |

| N. |                        | Ruolo | Calciatore           |
| -- | ---------------------- | ----- | -------------------- |
| 15 | India (bandiera)       | D     | Gurjinder Kumar      |
| 16 | India (bandiera)       | C     | Eugeneson Lyngdoh    |
| 17 | Turchia (bandiera)     | A     | Tuncay Şanlı         |
| 19 | India (bandiera)       | D     | Gouramangi Singh     |
| 20 | India (bandiera)       | C     | Sushanth Mathew      |
| 22 | Inghilterra (bandiera) | D     | Nicky Shorey         |
| 23 | India (bandiera)       | C     | Bikash Jairu         |
| 24 | India (bandiera)       | C     | Lenny Rodrigues      |
| 25 | Inghilterra (bandiera) | P     | Steve Simonsen       |
| 26 | Paesi Bassi (bandiera) | A     | Wesley Verhoek       |
| 27 | India (bandiera)       | P     | Arindam Bhattacharya |
| 29 | India (bandiera)       | P     | Lalit Thapa          |
| 45 | India (bandiera)       | C     | Fanai Lalrempuia     |

## Calciomercato
| Acquisti | Acquisti             | Acquisti             | Acquisti   |
| R.       | Nome                 | da                   | Modalità   |
| -------- | -------------------- | -------------------- | ---------- |
| P        | Steve Simonsen       | Rangers              | svincolato |
| P        | Arindam Bhattacharya |                      |            |
| P        | Lalit Thapa          | Goa                  | prestito   |
| D        | Govin Singh          | Royal Wahingdoh      | prestito   |
| D        | Diego Colotto        | Espanyol             | svincolato |
| D        | Nicky Shorey         | Portsmouth           | svincolato |
| D        | Roger Johnson        | Charlton             | svincolato |
| D        | Pritam Kotal         | Mohun Bagan          | prestito   |
| D        | Dharmaraj Ravanan    |                      |            |
| D        | Gurjinder Kumar      | Salgaocar            | prestito   |
| D        | Gouramangi Singh     | Chennaiyin           | definitivo |
| C        | Manish Maithani      | Dempo                | prestito   |
| C        | Didier Zokora        | Akhisar Belediyespor | svincolato |
| C        | James Bailey         | Barnsley             | svincolato |
| C        | Israil Gurung        |                      |            |
| C        | Eugeneson Lyngdoh    | Bengaluru            | prestito   |
| C        | Sushanth Mathew      | Kerala Blasters      | definitivo |
| C        | Bikash Jairu         | East Bengal          | prestito   |
| C        | Lenny Rodrigues      |                      |            |
| C        | Fanai Lalrempuia     | Pune                 | prestito   |
| A        | Yendrick Ruiz        | Herediano            | prestito   |
| A        | Kalu Uche            | Levante              | svincolato |
| A        | Jackichand Singh     | Royal Wahingdoh      | prestito   |
| A        | Adrian Mutu          |                      | svincolato |
| A        | Tuncay Şanlı         | Umm-Salal            | svincolato |
| A        | Wesley Verhoek       | Feyenoord            | svincolato |

| Cessioni | Cessioni | Cessioni | Cessioni |
| R.       | Nome     | a        | Modalità |
| -------- | -------- | -------- | -------- |

## Risultati

### Indian Super League
| Pune 5 ottobre 2015, ore 19:00 UTC+5:30 1ª giornata                                              | Pune City | 3 – 1                  | Mumbai City | Balewadi Stadium |
| \| \| \| \| \| Tuncay Şanlı 12’, 56’ Israil Gurung 68’ \| Marcatori \| 34’ Frédéric Piquionne \| |           |                        |             |                  |
|                                                                                                  |           |                        |             |                  |
| Tuncay Şanlı 12’, 56’ Israil Gurung 68’                                                          | Marcatori | 34’ Frédéric Piquionne |             |                  |

| Pune 9 ottobre 2015, ore 19:00 UTC+5:30 2ª giornata             | Pune City | 1 – 0 | NorthEast Utd | Balewadi Stadium |
| \| \| \| \| \| Zohmingliana Ralte 73’ (A.g.) \| Marcatori \| \| |           |       |               |                  |
|                                                                 |           |       |               |                  |
| Zohmingliana Ralte 73’ (A.g.)                                   | Marcatori |       |               |                  |

| Pune 14 ottobre 2015, ore 19:00 UTC+5:30 3ª giornata                                  | Pune City | 1 – 2                               | Delhi Dynamos | Balewadi Stadium |
| \| \| \| \| \| Kalu Uche 90+8’ \| Marcatori \| 24’ Robin Singh 90+7’ Richard Gadze \| |           |                                     |               |                  |
|                                                                                       |           |                                     |               |                  |
| Kalu Uche 90+8’                                                                       | Marcatori | 24’ Robin Singh 90+7’ Richard Gadze |               |                  |

| Arbitro: | Chauhan |

|          |           |  |
| Singh 2’ | Marcatori |  |

| Chennai 24 ottobre 2015, ore 19:00 UTC+5:30 5ª giornata                              | Chennaiyin | 2 – 1 referto | Pune City | Marina Arena |
| \| \| \| \| \| Bernard Mendy 34’ Stiven Mendoza 48’ \| Marcatori \| 75’ Kalu Uche \| |            |               |           |              |
|                                                                                      |            |               |           |              |
| Bernard Mendy 34’ Stiven Mendoza 48’                                                 | Marcatori  | 75’ Kalu Uche |           |              |

| Pune 27 ottobre 2015, ore 19:00 UTC+5:30 6ª giornata                                        | Pune City | 3 – 2                 | Kerala Blasters | Balewadi Stadium |
| \| \| \| \| \| Kalu Uche 16’, 23’ Tuncay Şanlı 72’ \| Marcatori \| 1’, 30’ Mohammed Rafi \| |           |                       |                 |                  |
|                                                                                             |           |                       |                 |                  |
| Kalu Uche 16’, 23’ Tuncay Şanlı 72’                                                         | Marcatori | 1’, 30’ Mohammed Rafi |                 |                  |

| Arbitro: | Singh R. |

|                          |           |                       |
| Roger Johnson 47’ (A.g.) | Marcatori | 64’ Eugeneson Lyngdoh |

| Kochi 4 novembre 2015, ore 19:00 UTC+5:30 8ª giornata                | Kerala Blasters | 2 – 0 | Pune City | Jawaharlal Nehru Stadium (Kochi) |
| \| \| \| \| \| Chris Dagnall 45’ Sanchez Watt 60’ \| Marcatori \| \| |                 |       |           |                                  |
|                                                                      |                 |       |           |                                  |
| Chris Dagnall 45’ Sanchez Watt 60’                                   | Marcatori       |       |           |                                  |

| Arbitro: | Gamini R. |

|                                       |           |                                     |
| Eugeneson Lyngdoh 32’ Adrian Mutu 90’ | Marcatori | 35’ Rafael Coelho 44’ Jonatan Lucca |

| Mumbai 13 novembre 2015, ore 19:00 UTC+5:30 10ª giornata | Mumbai City | 0 – 0 | Pune City | DY Patil Stadium |

| Arbitro: | Nagvenkar T. |

|                                                              |           |                   |
| Adil Nabi 35’ Anas Edathodika 40’ John Arne Riise 86’ (Rig.) | Marcatori | 90+5’ Adrian Mutu |

| Arbitro: | Dilan Perera |

|                               |           |          |
| Hume 9’, 48’, 83’ Lekić 90+4’ | Marcatori | 86’ Mutu |

| Arbitro: | Kumar S. |

|                                                      |           |                                 |
| Nicolás Vélez 4’ Diomansy Kamara 18’ André Bikey 43’ | Marcatori | 8’ James Bailey 86’ Adrian Mutu |

| Arbitro: | Balasubramaniam B. |

|  |           |                     |
|  | Marcatori | 64’ Jeje Lalpekhlua |

### Andamento in campionato
| Giornata  | 1 | 2 | 3 | 4 | 5 | 6 | 7 | 8 | 9 | 10 | 11 | 12 | 13 | 14 |
| --------- | - | - | - | - | - | - | - | - | - | -- | -- | -- | -- | -- |
| Luogo     | C | C | C | C | T | C | T | T | C | T  | T  | T  | T  | C  |
| Risultato | V | V | P | V | P | V | N | P | N | N  | P  | P  | P  | P  |
| Posizione | 2 | 1 | 2 | 1 | 2 | 1 | 1 | 3 | 3 | 3  | 5  | 6  | 6  | 7  |

Legenda:

Luogo: C = Casa; T = Trasferta. Risultato: V = Vittoria; N = Pareggio; P = Sconfitta.